# Patto per il clima di Glasgow
Il Patto per il clima di Glasgow (Glasgow Climate Pact) è un accordo raggiunto il 13 novembre 2021 alla Conferenza delle Nazioni Unite sui cambiamenti climatici del 2021 (COP26) e firmato dai 197 Paesi che vi hanno partecipato. Le parti si sono date appuntamento a Sharm el-Sheikh per l'incontro successivo (COP27).

## I punti dell'accordo
Lo scopo di questo accordo è di prevenire la pericolosa minaccia dei cambiamenti climatici. L'accordo finale menziona esplicitamente il carbone, che è il fattore che contribuisce maggiormente al cambiamento climatico. I precedenti accordi COP non hanno menzionato carbone, petrolio, gas e nemmeno i combustibili fossili in generale, come causa principale del cambiamento climatico; questo rende patto per il clima di Glasgow il primo accordo in assoluto a pianificare esplicitamente la riduzione del carbone.
I punti principali dell'accordo sono:
- Un accordo per rivedere i piani di riduzione delle emissioni nel 2022 per cercare di mantenere raggiungibile l'obiettivo dei 1,5 °C
- La prima inclusione in assoluto di un impegno a limitare l'uso del carbone
- Un impegno per un maggiore sostegno finanziario ai paesi in via di sviluppo.[1]

## Impegni
Con questo accordo si sono impegnati ad arrivare a emissioni zero più di 140 paesi i quali complessivamente sono responsabili del 90% delle attuali emissioni globali di gas serra.
Più di 100 paesi, incluso il Brasile, si sono impegnati a invertire la tendenza alla deforestazione entro il 2030.
Più di 40 paesi si sono impegnati ad abbandonare l'utilizzo del carbone.
L'India ha promesso di trarre metà del suo fabbisogno energetico da fonti rinnovabili entro il 2030.
I governi di 24 paesi sviluppati e un gruppo di importanti case automobilistiche (tra cui GM, Ford, Volvo, BYD Auto, Jaguar Land Rover e Mercedes-Benz) si sono impegnati a "lavorare affinché tutte le vendite di nuove auto e furgoni siano a emissioni zero a livello globale entro il 2040, e non oltre il 2035 nei principali mercati”. Le principali nazioni produttrici di automobili come Stati Uniti, Germania, Cina, Giappone e Corea del Sud, così come Volkswagen, Toyota, Peugeot, Honda, Nissan e Hyundai, non si sono impegnate.

## Critiche e reazioni
Una delle principali critiche riguarda alla formulazione dell'accordo che si riferisce all'intenzione di ridurre gradualmente l'uso del carbone, piuttosto che eliminarlo gradualmente.
La segretaria esecutiva della Convenzione quadro delle Nazioni Unite sui cambiamenti climatici Patricia Espinosa, ha dichiarato di non essere soddisfatta del cambio di terminologia dell'ultimo minuto voluto da India e Cina, ma ha affermato che "Nessun accordo sarebbe stato il peggior risultato possibile [...] Avremmo preferito una dichiarazione molto chiara sulla graduale eliminazione del carbone e sull'eliminazione dei sussidi per i combustibili fossili", ma ha spiegato di comprendere le esigenze dell'India.

## Pubblicazioni
- (EN) Glasgow Climate Pact (PDF), Glasgow, UNFCCC, 13 novembre 2021.